# Mälarbåt
Mälarbåtar är ett antal klasser av segelbåtar av trä, som togs fram av det dåvarande Mälarens seglarförbund. 
Ambitionen var att skapa snabba, rymliga båtar som inte var dyrare eller mer komplicerade än att de kunde köpas eller byggas av folk med normal inkomst.
M22:an från 1930 blev början till seriebyggda båtar efter en och samma ritning. Det byggdes många båtar av denna typ och klassen växte. Efter något år ville seglarförbundet ta fram en större båt, och då tillkom M30:an. Senare ville man ta fram mer sjötåliga båtar för öppen sjö, och då konstruerades M25:an och efter denna M15. 
År 1982 upplöstes Mälarens seglarförbund, i och med att Svenska seglarförbundet organiserades länsvis. 